# Дружное (станция)
Дру́жное — железнодорожная станция Каменногорского направления Октябрьской железной дороги. Территориально расположена в Ромашкинском сельском поселении Приозерского района Ленинградской области, на 19,6 км перегона Лосево-1 — Озёрское.
Расположена на двухпутном электрифицированном участке с автоблокировкой.

## Платформа Дружное
В восьмистах метрах от оси станции Дружное, на 18,8 км, находится остановочный пункт Платформа Дружное.60°45′48″ с. ш. 29°45′55″ в. д. Он расположен в 150 метрах от нечётной горловины станции Дружное и представляет собой две высокие железобетонные платформы длиной 150 м. По состоянию на май 2019 года обе посадочные платформы пребывают в замороженном состоянии.
Проектирование и строительство линии ведутся с 2010 года. Планируемый ввод в эксплуатацию — 2019 год. В июне 2018 года «Интерфакс», со ссылкой на постановление, подписанное премьер-министром Дмитрием Медведевым, сообщил что правительство РФ направит дополнительные 1,79 млрд рублей на достройку линии Лосево — Каменногорск.

## Галерея

Станция Дружное.
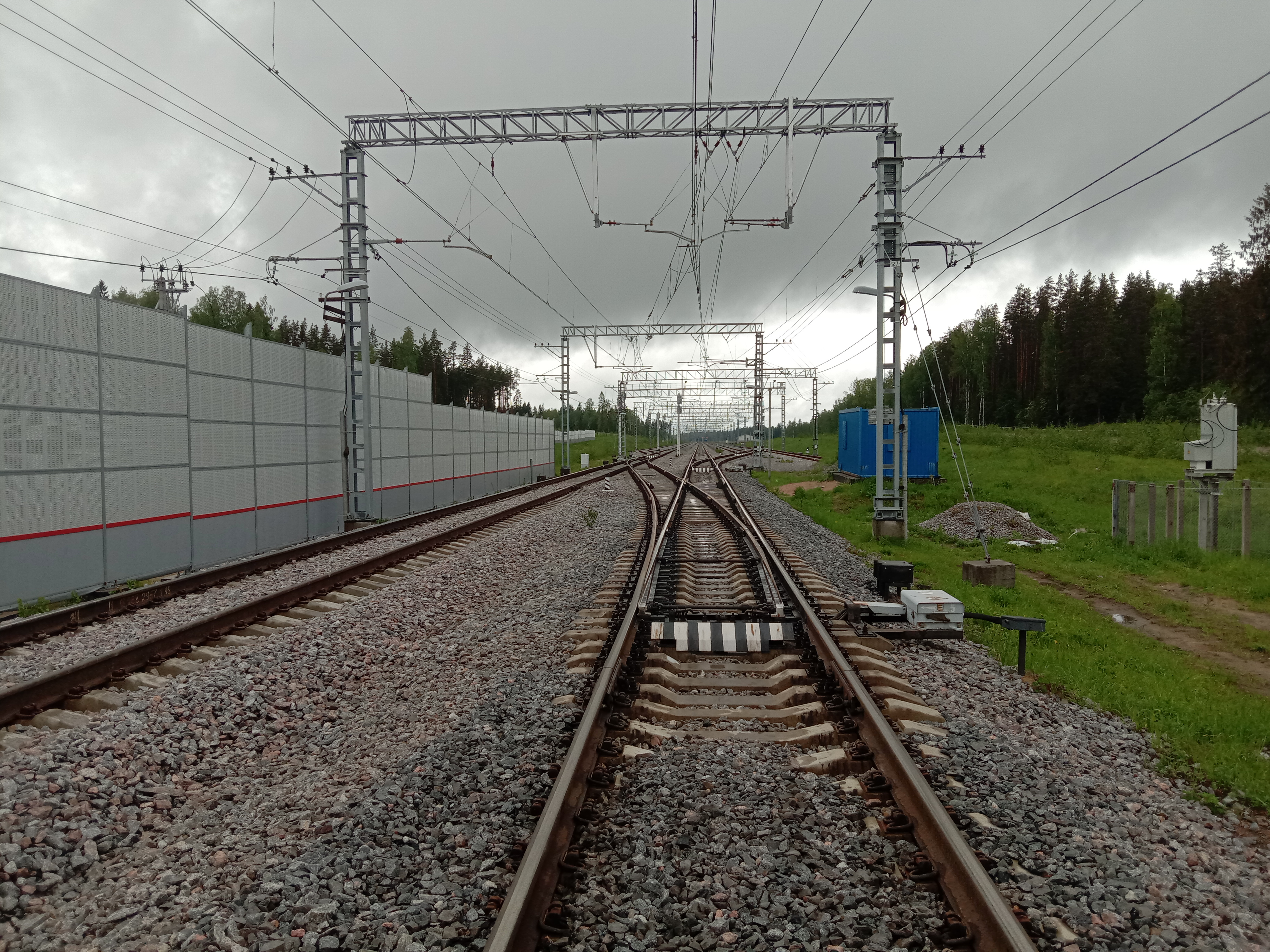
Нечётная горловина.
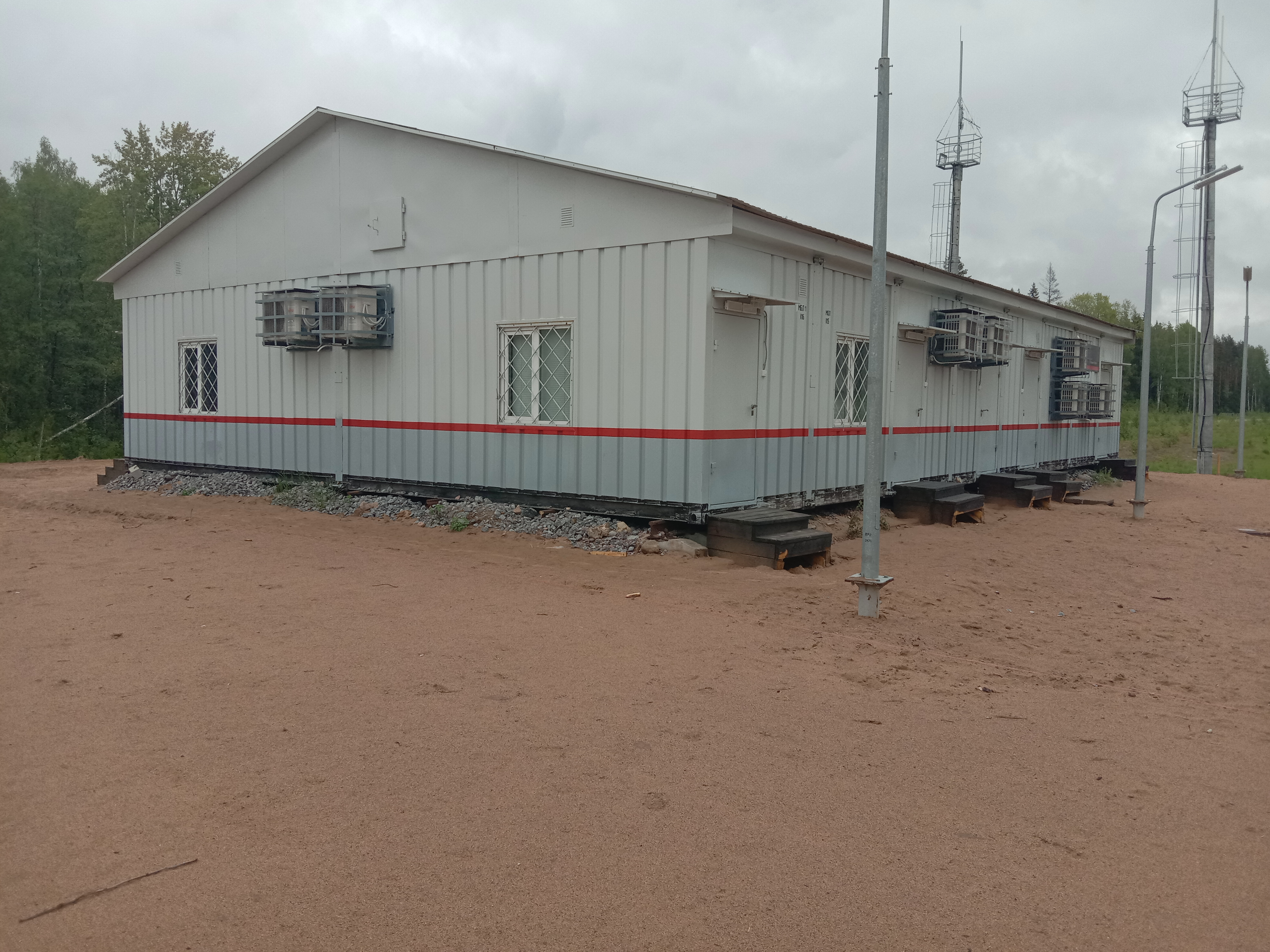
Релейная.
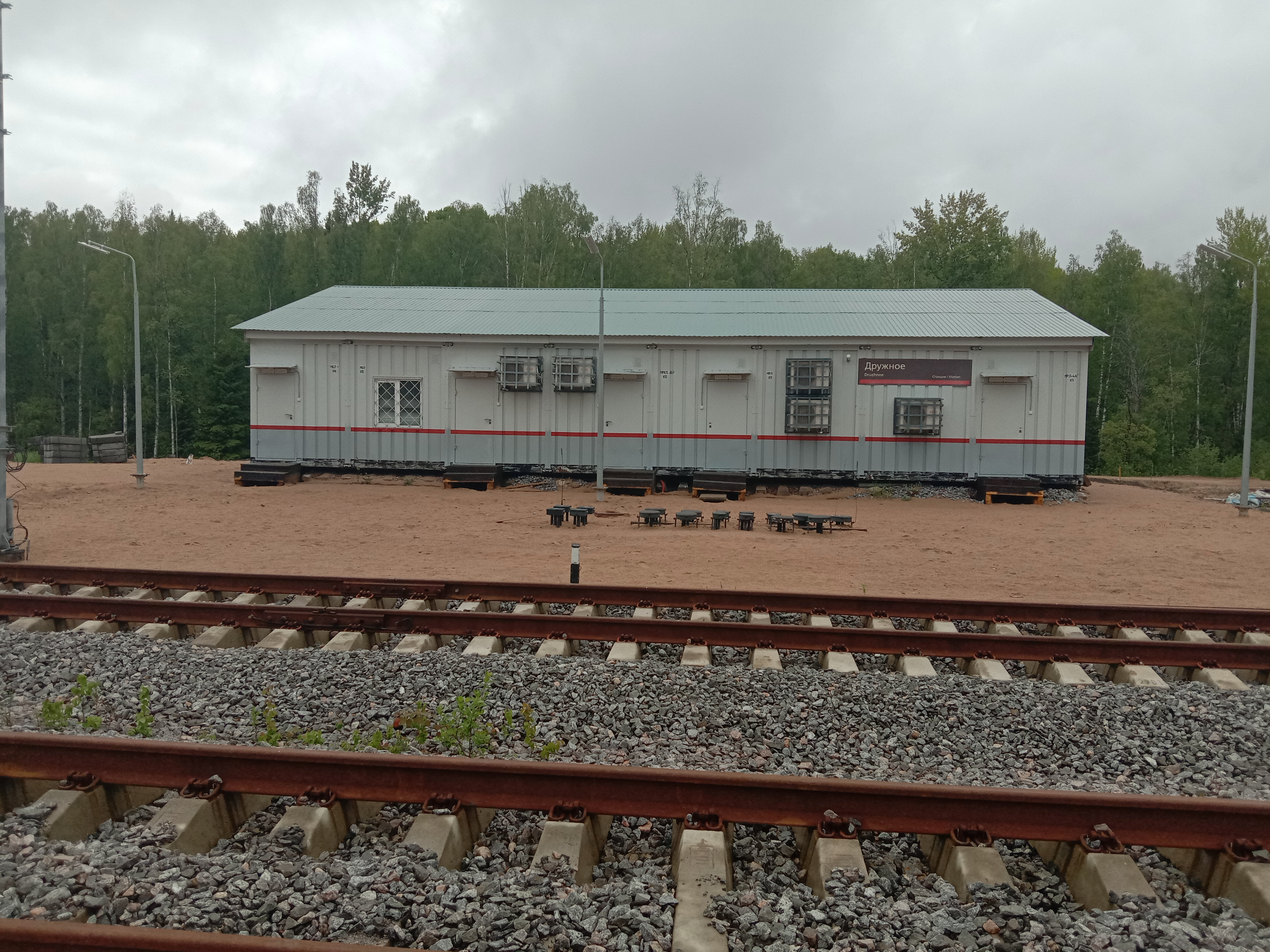
Общий вид.
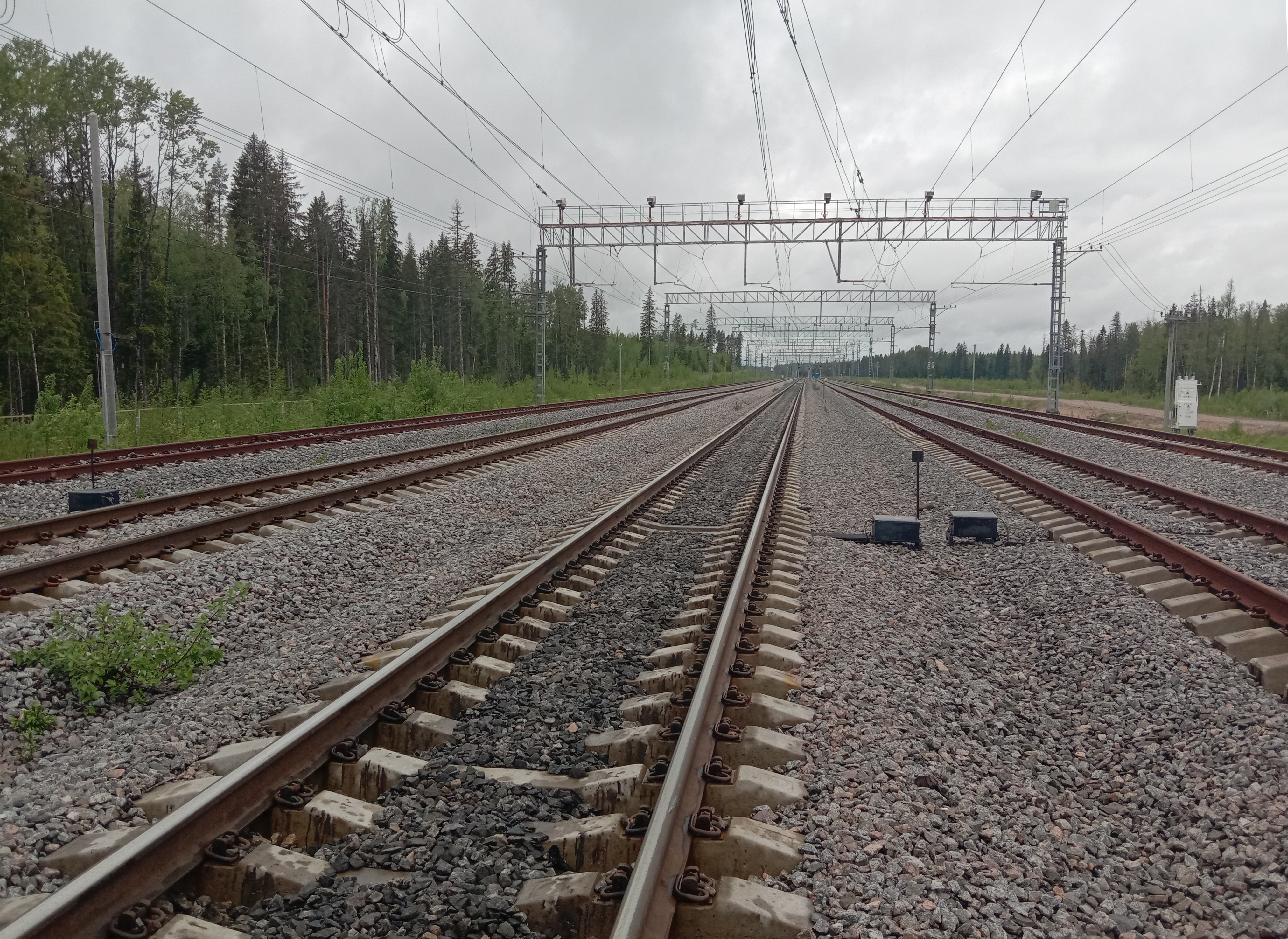
Вид в сторону ст. Озёрское.
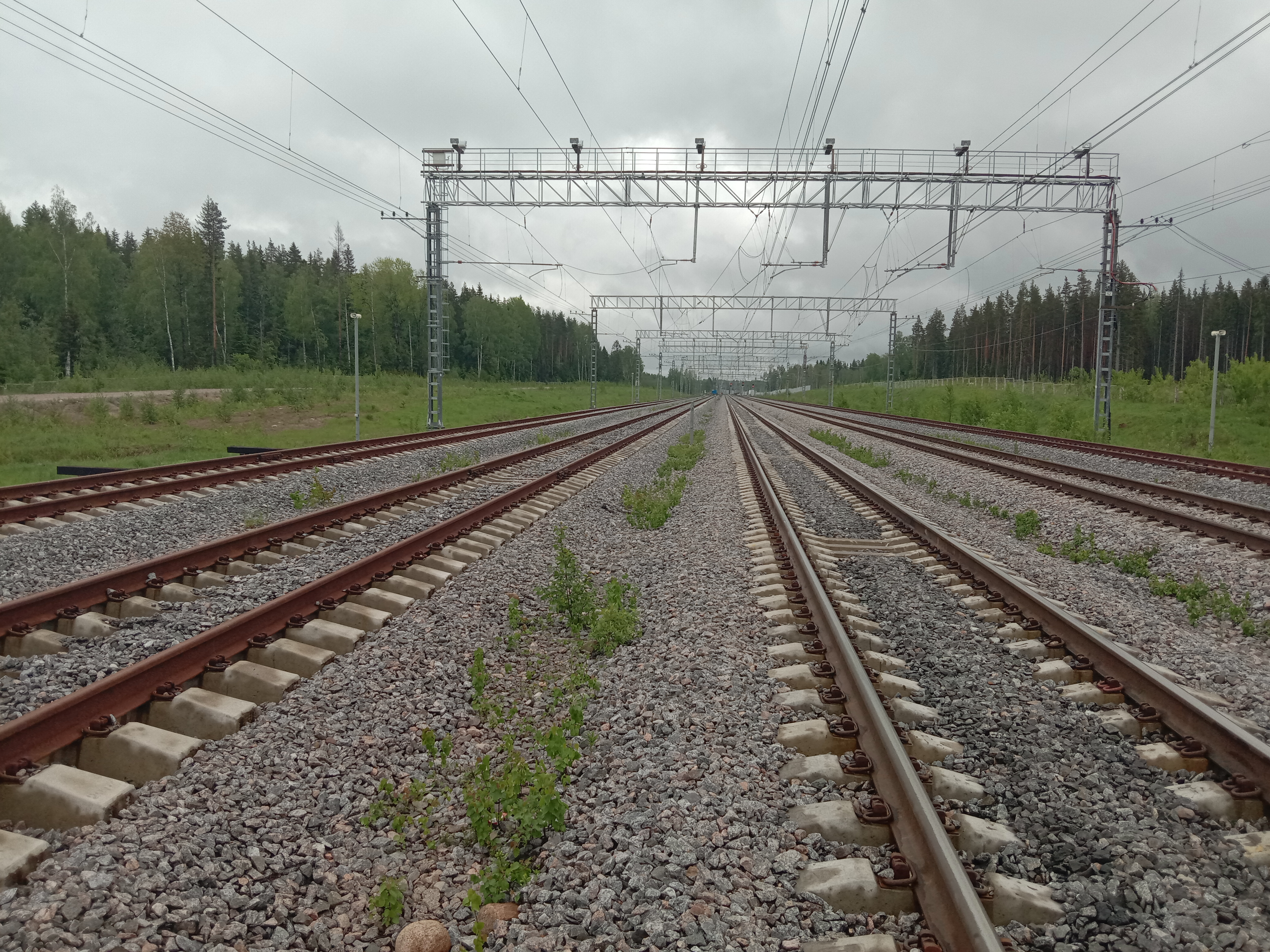
Вид в сторону ст. Лосево 1.
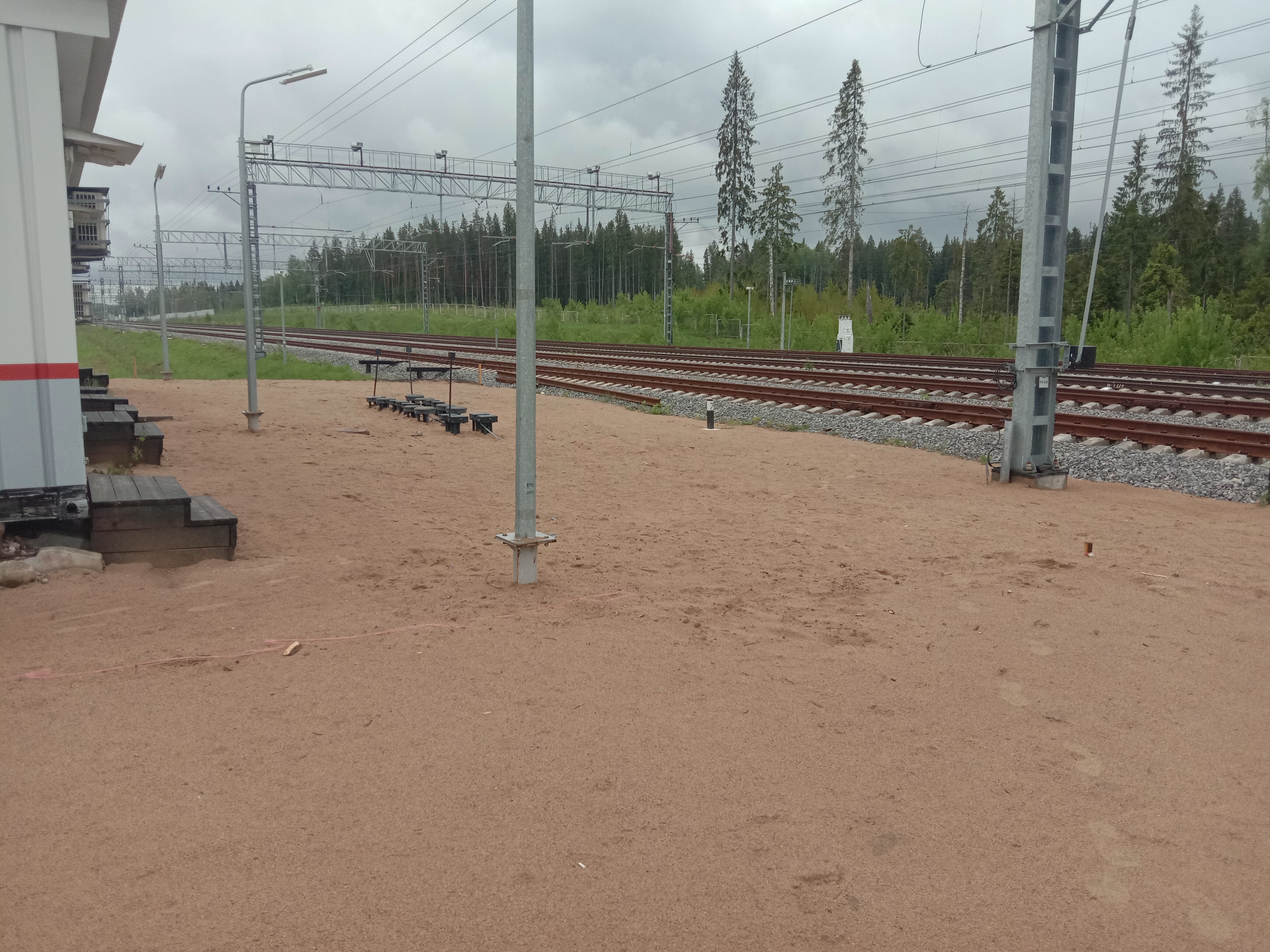
Ось станции.

Платформа Дружное.
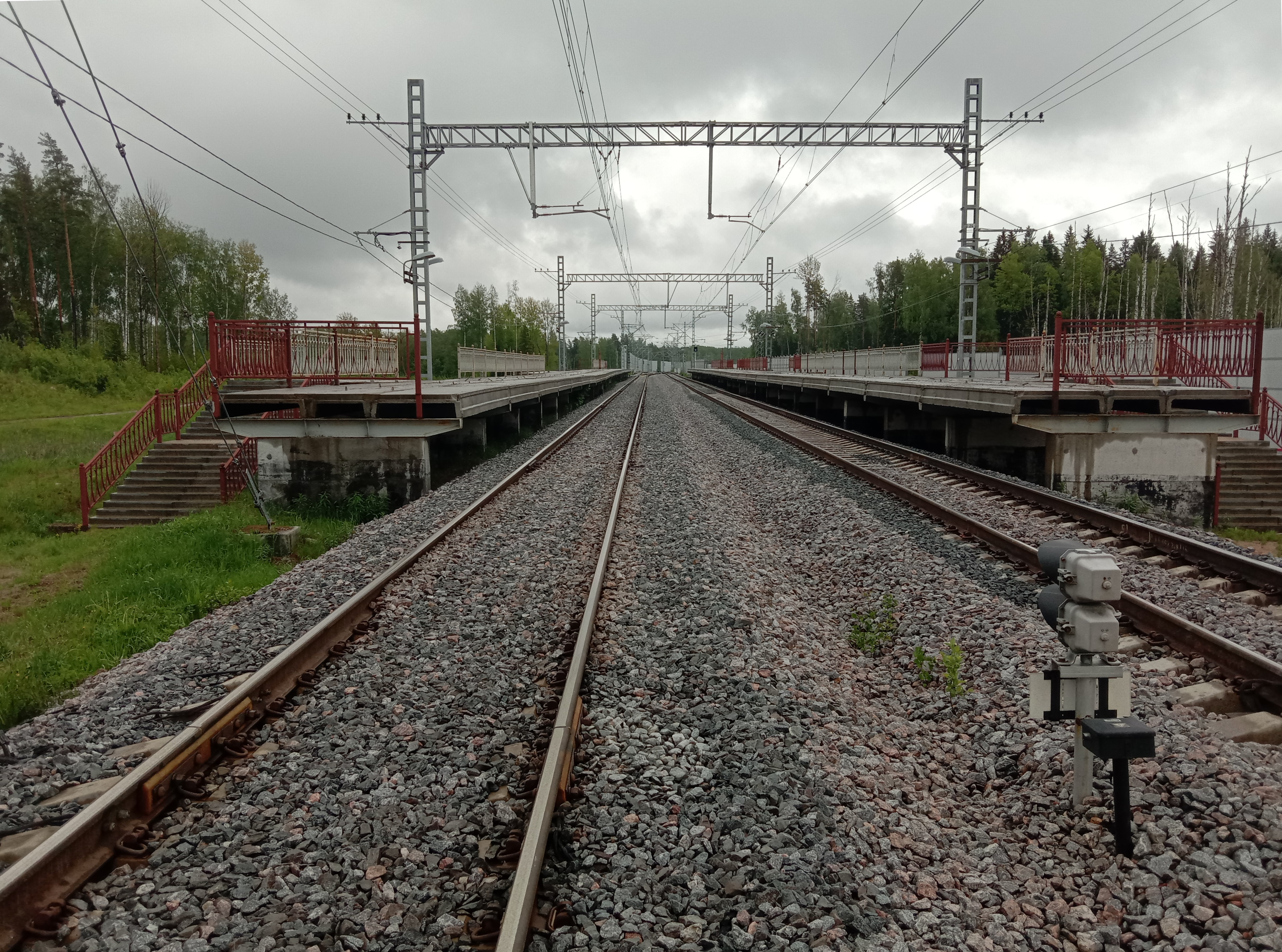
Вид в сторону ст. Лосево 1.
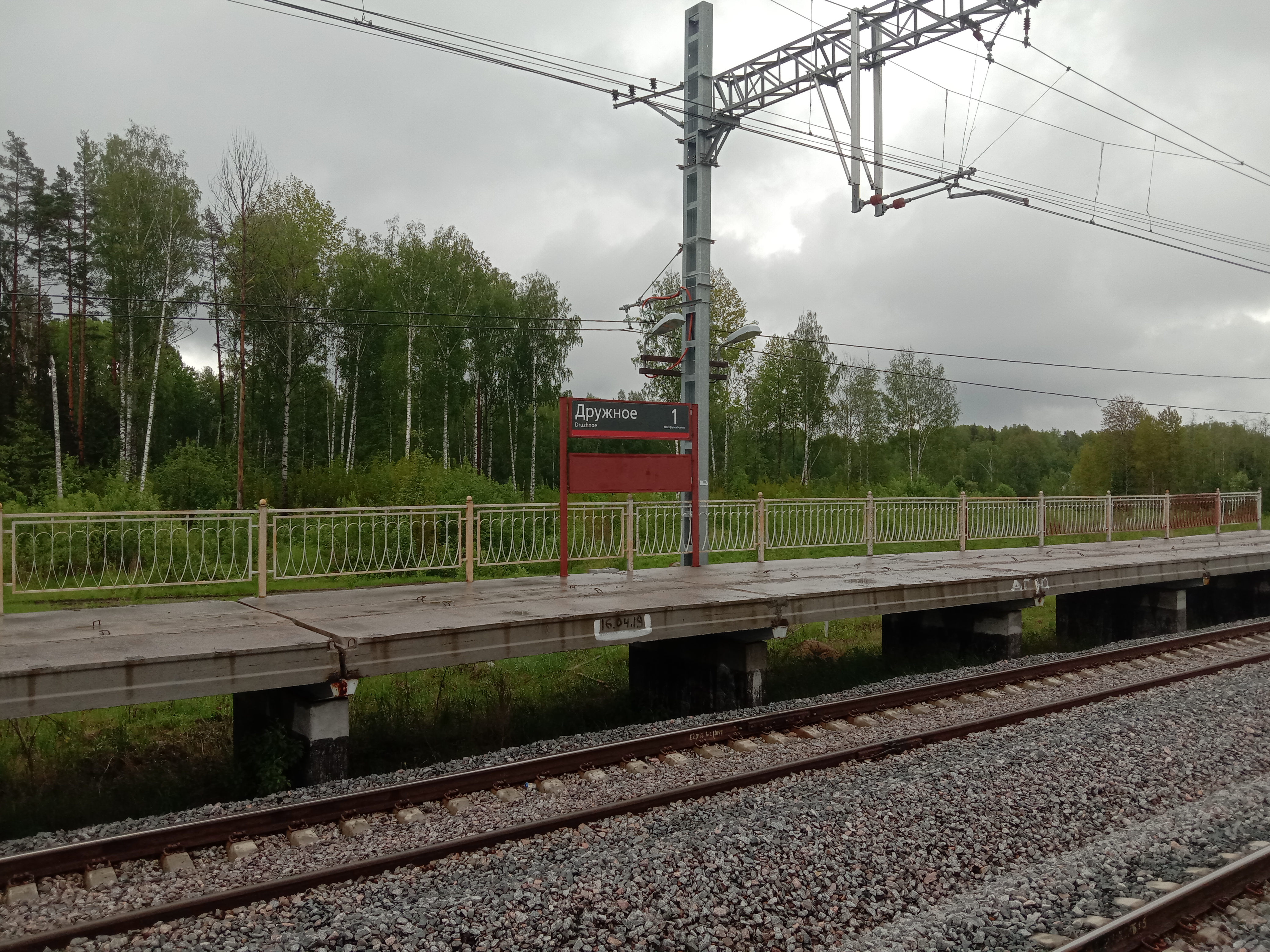
Нечётная платформа.
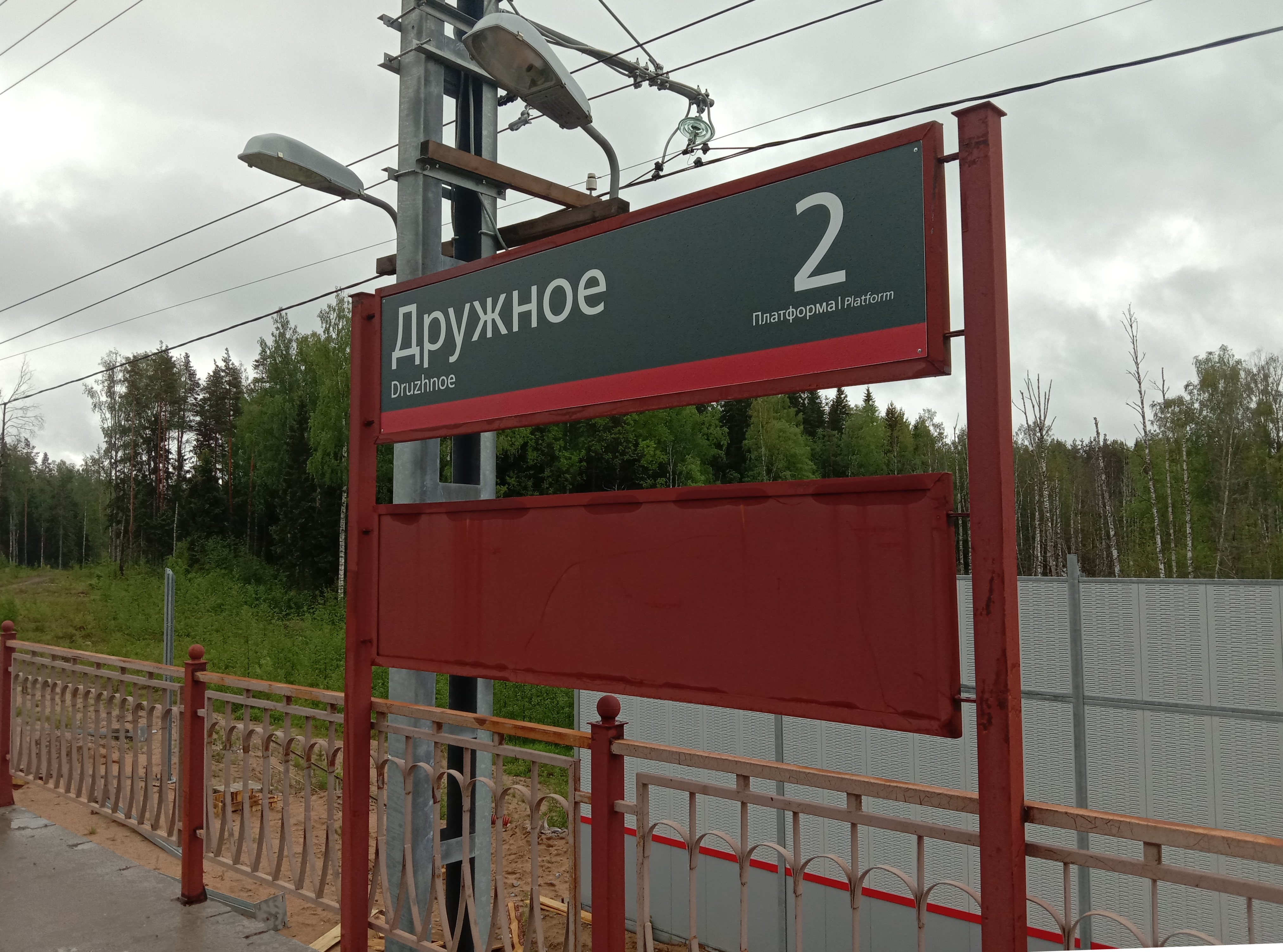
Табличка чётной платформа.
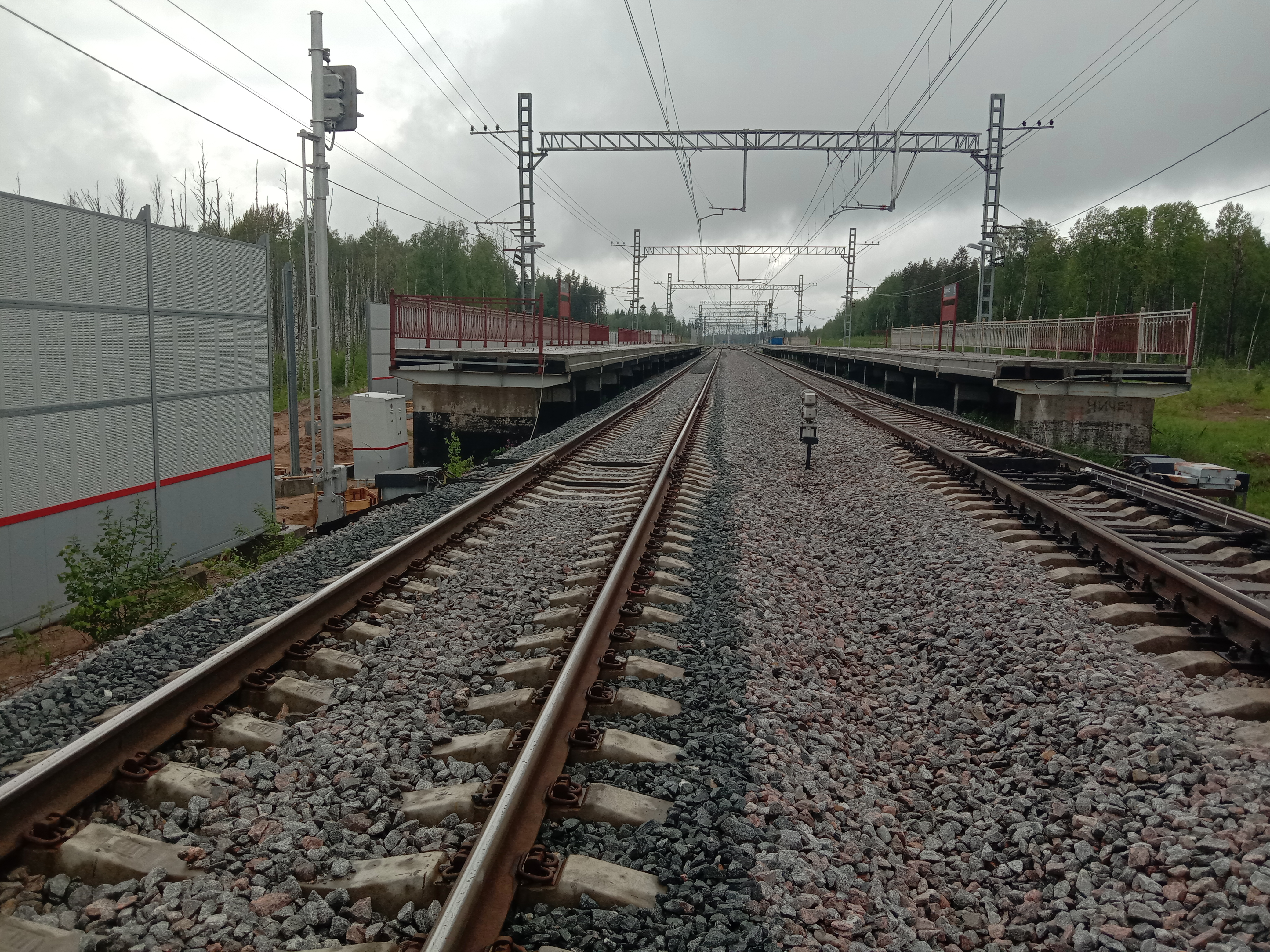
Вид в сторону ст. Дружное.